# Nakhon Sawan
Pour la province de Thaïlande, voir Province de Nakhon Sawan.
Nakhon Sawan est une ville de la région Nord de la Thaïlande, situé juste à l'ouest du confluent des rivières Ping et Nan, qui y forment la Chao Phraya.
Nakhon Sawan est le lieu d'un évêché catholique romain. L'actuel évêque est Francis Xavier Kriengsak Kovitvanit.

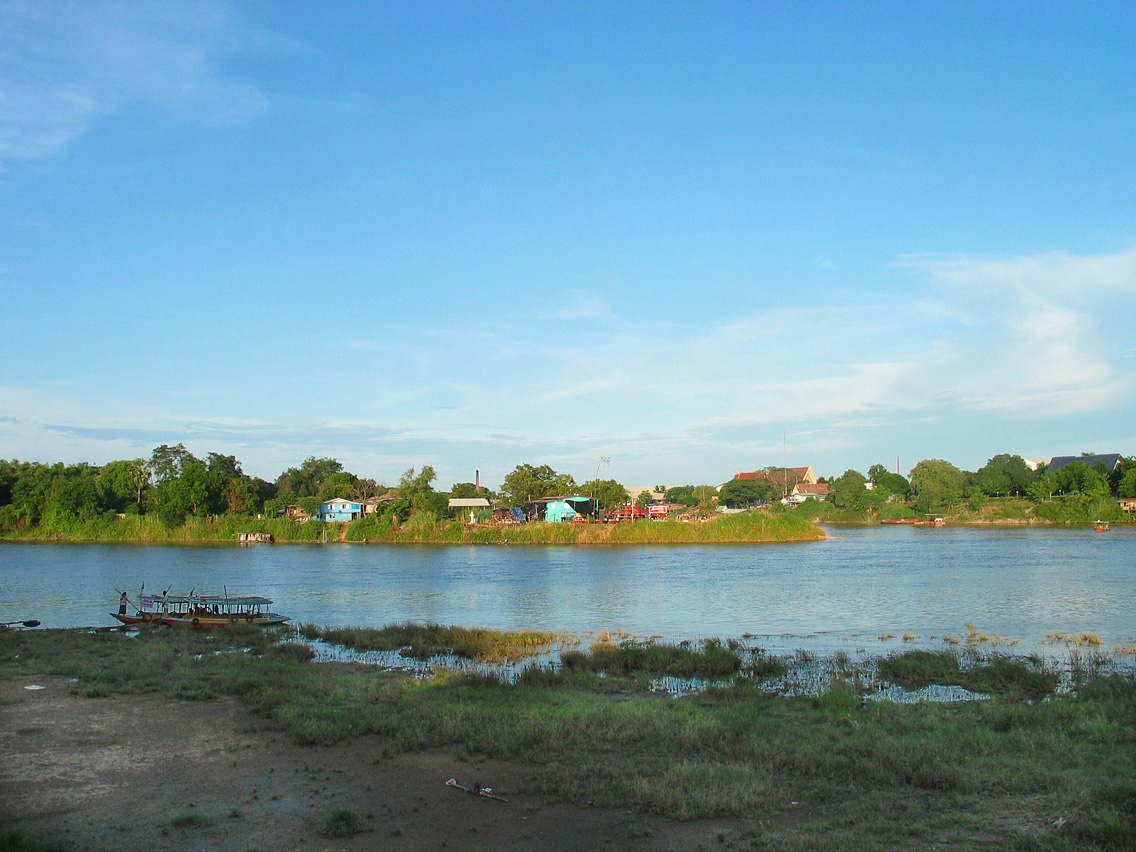
Confluent de la Ping et de la Nan à Nakhon Sawan